# Francis Kyeremeh
Francis Kyeremeh (Nsoatre, 23 giugno 1997) è un calciatore ghanese, centrocampista del Sarajevo.

## Carriera
Il 10 agosto 2016 viene acquistato a titolo definitivo dalla squadra serba del Radnik Surdulica.

## Palmarès

### Club

#### Competizioni nazionali
- Campionato lituano: 3

Žalgiris: 2020, 2021, 2022
- Coppa di Lituania: 2

Žalgiris: 2021, 2022
- Coppa di Bosnia: 1

Sarejevo: 2024-2025